# 大聖堂-果てしなき世界
『大聖堂-果てしなき世界』（だいせいどう はてしなきせかい、World Without End）は、ケン・フォレットによる歴史小説。『大聖堂』（The Pillars of the Earth）の続編にあたる。2007年に発表され、日本では2009年にソフトバンク文庫から戸田裕之訳により出版されている。
前作から約150年後の14世紀の前半、前作の舞台であるキングズブリッジを中心とした歴史小説。前作同様に王位継承から英仏百年戦争の開始、そしてペストの流行といった史実を背景に、架空の人物に歴史上の人物を絡ませる、前作と同様の群像劇であるが、前作よりもより主人公であるマーティンに焦点をあてている。
登場人物の多くは前作の人物の子孫で、ジャックとアリエナの子孫と、トム・ビルダーの娘の子孫である。また地理的な位置なども同様であるため、前作を全く読まなくても楽しめる作品であるが、前作を読んでいると2世紀が経過したキングズブリッジを前作と対比することが出来る。

## あらすじ
マーティンとラルフの兄弟の父親はシャーリング伯爵の従兄弟にあたり騎士叙勲を受けていた。しかし2人が少年の頃に、修道院からの借金が返せず、土地を引き渡す代わりに修道院に生活の保護を受けることになってしまう。彼らの両親が土地を失ったちょうどその日、2人はマーティンの作った弓を試しに町の子供たちと森へ向かい、騎士トマスが2人の兵士に追われているところへ出くわしてしまう。体の大きな弟のラルフは弓で1人の兵士を射ち、トマスは残りの1人を返り討ちにした。トマスは極秘文書を持っており、それを埋めて、マーティンと秘密を共有する。その後、ラルフは希望通りシャーリング伯爵の従士となることができたが、マーティンは自身も従士となりたかったものの、体格が貧弱であるために建築職人の徒弟となるように言われてしまった。
前作から約150年、シャーリング伯爵位はジャックとアリエナの子孫が受け継いでおり、またトム・ビルダーの娘であるマーサの子孫エドマンドは町の有力派となっていた。修道士のゴドウィンはエドマンドの姉のペトラニッラの一人息子であった。オックスフォード大学で上級教育を受けたい野望があったが、修道院長、女子修道院長、そして叔父のエドマンドからも学資を出すことを拒否された為、母親のペトラニッラは家と家財を売り払って自身は妻を亡くした弟のエドマンドと同居することで学資を捻出した。
キングズブリッジ中興の祖であるフィリップ院長の時代から150年経ち、キングズブリッジの修道院はすっかり退嬰していた。羊毛市は寂れはじめ、その要因の一つとして橋の容量不足があった。町に入るまでに渋滞が起こり、町の外で取引をされてしまうばかりか、近くのシャーリングの羊毛市を選ぶ商人が多くなってしまう始末であった。そのため、エドマンドはギルド（組合）の意図としてアントニー修道院長に橋の架け替えを進言するが、修道院は資金難を原因に拒否した。改善策をもたないと町が衰退すると考えるギルド側に対し、修道院長は現状から踏み出す意図は全くなく、衰退も外的要因の変化で何とかなると願っていた。
マーティンは建築職人の徒弟として親方のエルフリックを凌ぐ腕と観察眼と持っていたが、徒弟として決してよいとはいえない待遇を受けていた。親方はマーティンの腕に嫉妬しており、革新的な手法を打ち出すマーティンが気に食わない。年季明けが半年になった頃、いつもは歯牙にもかけない親方の娘のグリセルダがマーティンを誘ったため、つい寝てしまった。グリセルダは恋人と別れたのだが妊娠しており、マーティンを父親に仕立てようとしたのであった。マーティンにはエドマンドの娘のカリスという幼馴染で両思いの相手がおり、またグリセルダの腹の中の子供が自分でないことを知って結婚を拒否した。そのために親方はマーティンを破門にした。マーティンは腕があるために何とか生計をたてていたが、ギルドに入れずに大きな仕事はできなかった。
カリスの友人である貧しい家庭の娘のグウェンダは、小さな頃は父親に盗みなどをさせられていた。グウェンダはウルフリックという青年が好きであったが、ウルフリックはアネットと婚約していた。ある時、マーティンの弟で従士となっているラルフがアネットに乱暴を働こうとしたが、ウルフリックはそれを守り、逆にラルフに傷をつけた。
ある時、グウェンダは父親に売られてしまった。何とか逃げ出すことができたグウェンダはキングズブリッジの町に逃げ込もうとしたところで追っ手に捕まりそうになった。羊毛市で混雑する橋を渡ろうとした時、橋が崩壊してしまった。グウェンダは溺れている追っ手を溺死させて逃れた。一方でちょうど伯爵と共に橋にいたラルフは何とか伯爵を助け出した。
ウルフリックは家族を全てこの崩壊で失った。そのために土地の相続を願い出たが、村の新しい領主はかつて彼が傷つけたラルフであった。ラルフはウルフリックを憎んでおり、相続を拒否した。アネットから見捨てられたウルフリックをグウェンダは支え、そしてラルフに体を捧げたが、ラルフは約束を守らなかった。そしてグウェンダは妊娠したが、実はそれはラルフの子供であった。
一方でマーティンは橋が崩れる前からその兆候と原因を突き止めていた。そしてギルドで自分の考えを述べ、競争相手であるかつての親方のエルフリックに打ち勝って橋の再建を請け負った。しかしその製法を全て明らかにしていたため、建築途中でエルフリックに取って代わられてしまった。マーティンは打ちひしがれ、また恋人のカリスは結婚して妻に納まるという形を嫌っていたため、絶望してキングズブリッジを出ようとした。それを知り、カリスは結婚に同意した。
ゴドウィンは修道院長が死ぬと、自身が後継者になる野望を持っていた。母のペトラニッラの作戦も有り、また修道士になりたがっているグウェンダの兄のフィルモンの働きもあって、まんまと自らが修道院長となることに成功した。ゴドウィンは当初は革新的な意思をもっていた。しかし次第に保守化し、後には自己の欲しか考えない男になっていってしまう。フィルモンは修道士となることが認められ、やがて副修道院長になる。
橋の崩壊からエドマンドは気力を失ってしまった。そのために娘のカリスは布生地を染料で染めて売り出すことを考えた。ミョウバンを使うことを知り、自分で色々と試してついには成功する。しかし様々なギルド側の要望は保守化したゴドウィンに拒絶されてしまった。そこでカリスを中心としたギルドはキングズブリッジの町を王の直轄地とすることを願い出た。王はフランスとの戦争を始めており、町の衰退は願うところではなかった。そのため、ゴドウィンはカリスとマーティンの競争相手としてエルフリックと組み、カリスを魔女として告発した。マーティンを巡る恋敵で女子修道院に入ったエリザベスの証言もあり、カリスは危うく魔女とされるところであったが、以前からカリスを女子修道院に入れたがっていたセシリア女子修道院長がカリスを修道院に入れてそれを防ぐ。それはマーティンとカリスの結婚式の直前であり、マーティンは絶望してフィレンツェへ去った。
ラルフは騎士見習いとして奔放に生活していた。シャーリング伯爵の長男ウィリアムの妻フィリッパの美貌に憧れていたが、本人からは嫌われており、そのためもあってまだ騎士叙勲をされていなかった。遠乗りをしている時に、ラルフは人妻となったアネットが洗濯中に一人でいるところをみつけ、強姦してしまう。そのために訴えられると、縛り首になる寸前に伯爵の手助けによって逃走できた。森で無法者たちの仲間となって掠奪を繰り返しているが、とうとう捕まってしまう。今度こそ縛り首になるかと思われたが、伯爵が恩赦を告げた。フランスとの戦争のために参戦するならば罪が赦されるというのである。
かつてのフィリップ院長の頃にはなかった女子修道院は、放漫なキングズブリッジ修道院と異なり健全な財政をもっていた。ゴドウィンは一策を持って遺言で寄贈された大金を奪い修道院長館をエルフリックに建築させていた。セシリアはそれを知り、王に訴えることにした。カリスがその使いとなったが、イングランド王エドワード3世はフランスへ向かっていた。フランスでイングランド軍の凄惨な略奪暴行の後を追う。イギリス軍はフランス王とその連合軍のために追い詰められていた。ラルフは土地の農民を尋問して渡河点の浅瀬を知るという手柄を挙げたが、その渡河点にはフランスの守備隊がおり、追撃してくるフランス軍と挟み撃ちの形になってしまった。しかし渡河点の守備軍は不手際から渡河を許してしまい、イングランド軍は待ち受けに有利な地形を得て防戦に出た。これがいわゆる百年戦争におけるクレシーの戦いで、イングランド軍は騎士の突撃を避け長弓部隊の射撃を中心にした守勢作戦により勝利を収めた。兵力では大きく劣ったものの、フランス軍側の指揮系統の不統一や地形の不利、そして長弓の速射能力が原動力となった。ラルフは激戦の中でプリンス・オブ・ウェールズ（エドワード黒太子）の命を救い、それによって騎士叙勲を受けた。一方でカリス達は王に謁見することが出来たが、目的は果たせなかった。
マーティンは当時の西洋世界で最も発展していたフィレンツェの有力者の娘と結婚し、重要な仕事を手がけていた。しかし、ペストが町を襲い、自らは一命を取り留めたものの、妻も義父もペストで死んでしまい、また仕事の依頼主たちも死ぬか致命的な損害を蒙っており、仕事が続けられる状態ではないことを知った。マーティンは身辺を整理すると、ペストに耐性があったためかペストにかからなかった幼い一人娘を連れてキングズブリッジへ戻ることを決心した。
キングズブリッジに戻ったマーティンはカリスと再会し、愛人関係となる。また、エルフリックの橋の建築に不備があったことを示し、信用を得た。だが、キングズブリッジは国際的な商取引を行う羊毛市を行っているために、ペストが入り込んできた。町で死者が次々に出ると、女子修道院は修道院と協同して手当てを行った。カリスは様々な経験や情報から清潔や隔離、そしてマスクの重要さを感じ取る。女子修道院長のセシリアがなくなると、女子修道院を完全に傘下に収めたいゴドウィンはエリザベスと組んでカリスが女子修道院長となることを防ごうとする。しかしエリザベス派であった修道女がペストにかかると、雰囲気が一変し、カリスが女子修道院長に選ばれた。町のペスト渦がひどくなると、ゴドウィンは修道士と財産を持って森の分院へ逃げ込んだ。カリスはアンリ司教の後押しの下で様々な改革を行う。特にマーティンと共に大聖堂を建て直し、そしてゴドウィンたちの逃走場所を知ると宝物の返還のために分院へ向かった。分院でもペストが猛威を振るっており、ゴドウィンはペストで死んだ。しかし副修道院長のフィルモンが戻ってくると、自らが修道院長になろうとした。アンリ司教はカリスの優越を認めながら条件付でフィルモンの院長就任を認めた。
ラルフはシャーリング伯爵の死後、その息子たちもペストで死亡したことを知る。ラルフはプリンス・オブ・ウェールズのお気に入りとなっているために、シャーリング伯爵位を狙う。その条件として寡婦となったフィリッパとの結婚が必要であったが、フィリッパは断固としてラルフとの結婚を拒んだ。しかし代わりにラルフとまだ14歳の娘との結婚を示唆されると、仕方なくラルフとの結婚に同意し、ラルフは伯爵となった。しかしすぐに結婚はうまく行かなくなり、フィリッパはキングズブリッジの女子修道院に篭る。一方でマーティンとの半ば公然とした愛人関係を責められたカリスはマーティンとの関係を解消せざるを得なくなり、マーティンはフィリッパと愛人関係となる。しかしフィリッパは妊娠してしまい、ラルフの子にするためにラルフの元に戻って関係を持ち、それ以後は愛人関係を解消せざるを得なくなった。
カリスはフィルモンと治療院について主導権争いを行っていたが、敗れてしまう。しかし逆に民間治療施設をマーティンの支援の下に作り、ここの責任者が女子修道院に対して大きな影響力をもつようにした。カリスはアンリ司教の弱みを握っており、カリスが還俗してその責任者になり、マーティンと結婚した。
ウルフリックとグウェンダは土地を持てずに貧窮の中で懸命に働いており、村人の同情を買っていた。ウルフリックとグウェンダは女子修道院の土地を新天地として生活を始めたが、ラルフに見つかってしまい連れ戻された。村々はペストで働き手を失っており、領主は逃げ出した農民を連れ戻せる法令が出ていたのである。しかしウルフリックはとうとう土地を得た。ラルフも働き手が不足する中で村人の支持を得ているウルフリックに土地を与えることを認めるしかなかった。グウェンダの2人の息子のうち、兄のサムは実はラルフの息子であった。サムはラルフに連れ戻される時に人を殺してしまっていた。そのために死刑の判決を受けたが、グウェンダはラルフにサムはラルフの子供だと告げたため、サムはラルフの従士となった。ラルフは決して美人とはいえないグウェンダに惹かれるものがあった。そのためにサムを訪ねてきたグウェンダに森の小屋で待たせ、関係を持っているところをサムに見られてしまった。サムは逆上して父とは知らずにラルフを殺してしまった。
アンリ司教の出世に伴い、キングズブリッジ司教の座をフィルモンが狙った。そこでカリスはアンリの男色の愛人であるクロード司教座聖堂参事を司教にするように運動をする。しかし運動はうまくいかなかった。フィルモンはペストが再び町を襲うとまたもや分院に逃げ込んだのであるが、王に教会に対する課税の譲歩を認める提案を行ったため、王はフィルモンの任命を決めたのであった。そこでマーティンはかつてトマスが埋めた秘密の文書の存在を使い、国王の使者に取引を試みた。フィルモンがこの文書を入手していたが、マーティンはフィルモンの隠し場所を知っており、文書を奪取したのである。これが成功し、穏健なクロードが任命され、フィルモンの野望は封じられてしまった。

## 登場人物
（主要人物は、名前の後ろに※を付けている）

### 架空の人物
マーティン ※
貧しい騎士の長男。体格が貧弱なために騎士見習いになることができず、建築職人の徒弟となるが、それが幸いしてか腕のよい建築職人となる。年季明け寸前で親方に追い出されるが、腕前とエドマンドの後援で橋の設計と建築を請け負うことになる。しかしやがてその職を追われ、幼馴染で恋人のカリスが修道女となってしまったために、絶望してフィレンツェへ移住してしまう。フィレンツェでは有力者の娘と結婚して一人娘のローラが産まれるが、ペストで妻と妻の親族をことごとく失ったため、キングズブリッジへ戻ってきた。弟の妻となったレディー・フィリッパと愛人関係となり、その息子が伯爵となっているラルフの子供となっているため、ラルフの死後はマーティンの息子が伯爵位を継ぐことになる。カリスとはキングズブリッジに戻ってきてから半ば公然と愛人関係となるが、カリスが修道院長となると関係を続けられず、一時は疎遠となるが、カリスが還俗すると結婚した。イングランドで最も高い建築物を建てるという野望を持っており、大聖堂の改築によってそれを果たす。
ラルフ ※
貧しい騎士の次男でマーティンの弟。体格の良さから弟の彼が父が没落した際に父の従兄弟のシャーリング伯爵の騎士見習いとなる。体格で優越感を持っているものの、賢い兄には一目おいている面もあり、兄に競争意識を抱きながらも敬愛するという複雑な感情を持っている。シャーリング伯爵ローランドの長男であるカスター卿ウィリアムの妻のレディー・フィリッパに横恋慕しているが、フィリッパには嫌われている。そのためもあってか、橋の崩壊の際にローランドを助けたが、騎士叙勲は受けられなかった。ウィグリーの領主となる。強姦の罪で縛り首になりそうになったが、危うく逃れて無法者の仲間になった。しかしやがて捕まるが、対仏戦争への従軍と引き換えに恩赦を勝ち取った。フランスでは渡河点の浅瀬を見つけてフランス軍を救い、またクレシーの戦いでプリンス・オブ・ウェールズを戦場で救ったために、念願の騎士叙勲を得た。また主君のローランド伯爵が死亡し、その息子のウィリアムとリチャードが共にペストで亡くなると、レディー・フィリッパを妻としてシャーリング伯爵位を得た。ウルフリックの妻となるグウェンダとの間にサムが生まれ、それを知って騎士見習いとした。しかしグウェンダの体が忘れられずに関係を持っているところをサムに見られてしまい、サムに殺されてしまった。
カリス ※
羊毛商人のエドマンドの次女。実質的にエドマンドの片腕から後継者として町の有力者となっていた。マーティンとは恋仲であるが、妻の座に収まることを嫌い、結婚しようとしない。しかしマーティンが町を出て行くと知らされ、マーティンを失うくらいならと結婚を承知する。マティ・ワイズという治療師から様々なことを学んでいたが、それが災いとなり、魔女として告発されてしまった。セシリア女子修道院長によって修道女となることにより告発を避けることができたが、マーティンは去ってしまう。修道女としては、マティ・ワイズの治療術を活かして、セシリアから、先に修道女となったエリザベスと共に後継者と目されていた。セシリアが死ぬ際には後継者となるように遺言されるが、その合理的で当時としては近代的な治療法は、当時の先進地域であるイスラム教徒のやり方だと、ゴドウィンが異端扱いしあやうくエリザベスが院長になるところであった。アンリ司教の支持を得て女子修道院長として様々な改革を行い、またペストに襲われたキングズブリッジで治療を続けた。修道院と治療について悶着が有り、結局カリスは還俗して民間の治療所を作ることになり、マーティンとの結婚も果たした。
ゴドウィン ※
エドマンドの姉であるペトラニッラの息子でキングズブリッジの修道士。カリスの従兄弟にあたる。ペトラニッラの策略により修道院での立場を徐々に強め、ついには修道院長に成り上がる。当初は潔癖で革新的な考えを持っており、中興の祖であるフィリップ修道院長のやり方を理想としていた。就任直後は修道院を改革したが、やがて町と修道院との勢力争いの中で保守化し、修道院ひいては自らの利益のために動くようになる。母のペトラニッラには最初は知恵を授けられるばかりであったが、やがて自らもそのような手法を学び取る。
町がペストに襲われると、恐怖から聖遺物などを持ち去り修道士を連れて分院の森の聖ヨハネ修道院に逃げ込むが、修道士の中にはすでにペストにかかっていたものがおり、結局ほぼ全滅する。ゴドウィンもペストでそこで死んだ。
フィルモン ※
貧しい労働者ジョビーの息子。修道士になるように修道院で働いているが、修道士になれずにいた。ゴドウィンが自身の野望のためにフィルモンを使い、代わりに修道士、後に副修道院長になる。ゴドウィンが死亡した時には逃げ出しており難をさけていた。やがてキングズブリッジへ戻ると修道院長となり、自らの権力欲のためにカリスにことごとく反発する。やがてキングズブリッジの司教になろうという野望を持つが、果たせなかった。
グウェンダ ※
貧しい労働者ジョビーの娘でフィルモンの妹。子供の頃はジョビーによりこそ泥をさせられており、長じてからは牛と引き換えに売られてしまった。ハンサムなウルフリックを好きで、ウルフリックが両親を亡くした後にウルフリックの元に押しかけて、ウルフリックがアネットと未だに婚約していることを知りながらも無償で助ける。やがてウルフリックが土地を相続できないと婚約が解消され、結果的にグウェンダはウルフリックを手に入れる。グウェンダの相続のために領主となっていたラルフに体を捧げるが、ラルフは一度交わした約束を金に釣られて破ってしまった。その時の子供がサムであるが、グウェンダの子供として育てている。その後もラルフとの関係が散発的に続くが、それをサムが見たために逆上してサムがラルフを殺してしまった。
エドマンド
羊毛商人。前作のトム・ビルダーの娘マーサの子孫であり、それを誇りにしている。甥のゴドウィンの学資を断ったために後にゴドウィンと敵対する。橋の崩壊の後は気力をすっかり失ってしまい、物忘れもひどくなってしまった。
ペトラニッラ
エドマンドの姉。ゴドウィンの学資のために、遺産で悠々自適の生活を捨て、妻を亡くした弟のエドマンドの身の回りの世話のために同居する。その後もエドマンドに様々な知恵を授ける。弟のエドマンドや姪のカリスとゴドウィンが対立すると、ゴドウィンの側にたった。
アリス
エドマンドの長女でカリスの姉。カリス同様にマーティンが好きだった。しかしマーティンが振り向かないために、マーティンの親方のエルフリックの後妻に納まった。そのためにマーティンに対していい思いを持っておらず、マーティンやカリスと敵対することになる。
エルフリック
マーティンの親方。腕は決して良くないが、エドマンドとマーティンに対抗するためにゴドウィンがエルフリックと組んでいるため、修道院関係の仕事を一手に請け負っている。そのために町では有力者であり、ギルドではエドマンドが無気力となってしまうとカリスに対抗して長老参事となり、ゴドウィンと組んで町の利益よりも教会の利益のために動くようになる。しかしゴドウィンの逃走と共にその力も失ってしまった。
グリセルダ
エルフリックの娘。サースタンという恋人がいたが、振られてしまった。妊娠しており、マーティンをその父親に仕立て上げようとしたが失敗した。
シャーリング伯爵ローランド
前作のジャックとアリエナの子孫。本作の主人公であるマーティンとラルフの兄弟の父親であるサー・ジェラルドは従兄弟にあたる。ラルフを騎士見習いに取り立てるが、その粗暴さから騎士叙勲はさせていない。ただしウィグリーの領主とした。その兵士としての能力は認めている。キングズブリッジの橋が崩壊した時に頭に損傷を受けたが、一命を取り留めた。後に王に従いラルフなどをつれてフランスの遠征に出撃した。
カスター卿ウィリアム
ローランドの長男で伯爵位の後継者。妻のフィリッパとの間にオディーラを残してペストで死亡した。
リチャード司教
ローランドの次男でキングズブリッジの司教。ペストで死亡した。
レディー・フィリッパ
カスター卿ウィリアムの妻。夫の死後、伯爵位を得るためにラルフに求婚された。当初は跳ね除けたが、その場合は娘がラルフと結婚することになると示唆され、やむなく結婚した。結婚関係は当然うまくいかず、キングズブリッジの女子修道院に篭っていたが、そこでマーティンと愛人関係となった。やがて妊娠したため、ラルフの子供とするためにラルフの元へ戻った。息子のジェラルドはラルフからは疑われずに息子とされている。
オディーラ
ウィリアムとフィリッパの娘。
アラン
ラルフの忠実な従者。ラルフが縛り首になるところを危うく逃げ出した際にも同行し、無法者に合流した際も、側にいた。フランス遠征にももちろん同行し、ラルフが伯爵となると騎士として仕える。ラルフが息子のサムに殺された際に、アランも死亡した。
モンマス伯爵ディビッド
前モンマス伯爵とその世継がペストで全滅したために、血縁もさほど濃くないものの幸運にも17歳で伯爵位を継いだ。新シャーリング伯爵ラルフからすれば妬ましいものの、味方として連携するために義理の娘であるオディーラを嫁がせた。
サー・グレゴリー・ロングフェロー
国王の寵臣で法律家、評議会員。フィリッパとラルフの結婚問題でフィリッパの元へ赴き、フィリッパに結婚を承知させた。後にキングズブリッジの司教の後継者問題で国王の使いとしてやってきたが、マーティンに秘密文書の存在を示唆され、クロードを司教とすることに同意した。
サー・トマス
物語の発端となった人物。前王の秘密文書の使者となったものの、追っ手により窮地に立たされ、片手を失ったが、マーティンとラルフの兄弟にたまたま助けられる形となった。秘密文書を埋め、その存在をマーティンと共有した。前王エドワード2世は刺客に襲われたが、サー・トマスにより返り討ちにした。その刺客とは前王の妃で現王エドワード3世の母親イザベルによるものであった。前王は自らを死んだことにし、脱出し、そしてそのことを息子に伝えるために秘密の手紙を息子宛に書いた。それがその秘密文書であったが、それをイザベル妃派に察知され、トマスは追われていたのであった。トマスは妻子を捨てキングズ・ブリッジの修道院に修道士として逃げ込んだ。その受け入れのために、イザベル派であったローリング伯から寄進を修道院にさせている。トマスは文書の存在とそれを封印することと引き換えに交渉したのであった。トマスは後にキングズブリッジ修道院長であるアントニーの死後にゴドウィンによって新修道院長候補に担ぎ出されたが、それはゴドウィンがトマスに何らかの事情があることを感じ取り、トマスの院長就任は政治的に否定されると考えたからであった。その読みは当たり、トマスの就任は否定され、ゴドウィンは唯一の候補として院長に就任した。トマスはその後も修道士として神に仕え、カリスなどに助言を与えていたが、老衰で死亡した。その告白を聞き秘密文書はフィルモンが探し出して保持していたが、隠し場所を知られていたために、秘密を共有していたマーティンが奪い取ることになる。
ウルフリック ※
グウェンダの幼馴染で夫。ハンサムな青年で、キングズブリッジの橋の崩壊で家族を失うのみならず、土地も失ない、婚約者のアネットも去ってしまった。その後もアネットには未練がありながらもグウェンダと苦労を共にし、村人から認められていった。一度はキングズブリッジ女子修道院の領地へ逃げたが、ラルフに捕らえられてしまった。しかし労働力不足からラルフはウルフリックにその父の農地を返さざるを得なかった。サムとデイビッドという息子がグウェンダとの間にできるが、実はサムはラルフの息子である。
サム
ウルフリックとグウェンダの息子として生まれるが、実はラルフの子供である。そのためか家族の中でも特に粗暴な傾向を見せた。独立心があり、家を出て一人立ちしようとしたものの、逃亡者として追われ、逆に追っ手を殺してしまった。死刑になるところであったが、グウェンダがラルフの息子であることをラルフに告げたために、死刑を免れて騎士見習いになる。しかしラルフが父親であることを知らなかったために、母親とラルフが関係しているところをみてラルフとその家来のアランを殺してしまった。
デイビッド
ウルフリックとグウェンダの息子。染料となる草を手に入れ、ラルフの嫌がらせを受けたものの、染料を作り出すことに成功した。皮をむくことを知らなかったためにその染料は薄いものであったが、現金を手に入れることには成功した。
アントニー
キングズブリッジ修道院長。エドマンドの叔父にあたる。保守的で修道院の利益しか考えないが、経営はうまくいっていない。また町の衰退にもなんら改善策を見出せずにいる。ゴドウィンはそんなアントニーの保守性に反発したのであったが、結局は同じ道を行くことになる。
カーラス
キングズブリッジ修道院副院長。アントニー同様に無気力であり、アントニーの死後に修道院長になろうとするが、世俗権力の介入を嫌って修道院として候補者を一本化することになり、カーラス派はゴドウィンの擁立に同意した。
ソール・ホワイトヘッド
シャーリング伯爵の甥。ゴドウィンがオックスフォードの大学へ行く野望を持っていたときに、ゴドウィンでなくソールに学資が与えられた。そのためにゴドウィンは母親が犠牲になって学資を得ることになった。分院である森の聖ヨハネ修道院長になり、堅実な改革を果たしていた。アントニー修道院長が死ぬとシャーリング伯爵ローランドから後継者に指名されたが、ゴドウィンはペトラニッラに知恵を授けられると、言葉巧みに服従の誓いと伯爵からの干渉が矛盾を起こした場合に親類として干渉を排除できるのかと示唆され、生真面目なソールは立候補を辞退した。その後も分院の院長であったが、ペストがキングズブリッジの町を襲うと、ゴドウィンが修道士を引き連れて分院に逃れてきた際にペストも共に持ってきてしまったため、ペストで死亡した。
セシリア
女子修道院長。治療所を修道院と共有しているが、それ以外は独立採算であり、健全な経営をおこなっているため、修道院よりも収益をあげている。カリスの母親の死を見取った。セシリアはカリスをよい修道女になると考えており、いつかは修道女になるように目論んでいた。そのためにカリスが結婚直前に魔女裁判を受けると、それを利用してカリスを修道女にしてしまった。その後はエリザベスとカリスを共に引き立てて競争させたがペストで死亡した。
エリザベス・クラーク
司教の娘。カリスがマーティンの求婚を断っていた間に、エリザベスはマーティンの恋人と目されていた。しかしマーティンはカリスを忘れられず、エリザベスはそれを知って修道女となった。そのためか、カリスの魔女裁判ではカリスの不利になる証言をした。カリスが修道女となるとライバルとなるが、カリスが治療院で世俗の病人の世話をしていることから多くの人の信頼を得ていることと町の有力者の娘であることから、エリザベスは後継者としては不利であった。しかし女子修道院の支配を試みるゴドウィンと手を組み、一時はほぼ女子修道院長の座を確実にしたものの、エリザベス派の修道女がペストにかかり、彼女がカリスのやり方を支持するようになったために潮目が変わり、選挙で敗れてしまった。
メアー
修道女。ゴドウィンが女子修道院の大金を奪い自分の館を建てたためにカリスと共に王に請願にフランスまで旅した。同性愛的にカリスを愛しており、一度だけ思いを遂げた。その後ペストにかかり、カリスの看護も虚しく死亡した。
フライアー・マード
托鉢僧。托鉢僧は財産を持たずにより清廉な行為を行っているとして修道士を一段下に見ており、逆に修道士はその割に修道院を利用して飲み食いを行う托鉢僧を嫌っていた。ただしマードは清廉な托鉢僧からはかけ離れている生臭である。演説が上手なために大衆受けが良く、何かと修道院や女子修道院などに介入して自らの欲を満たそうとする。ペストが村を襲った際に煽動をしたために町から追放された。
マティ・ワイズ
薬草などを使った治療を行う治療師。惚れ薬のようなものも作っており、グウェンダはそれを利用してウルフリックを手に入れようとしたこともあった。魔女とみなされないように神経を使っており、必ず神の存在とその助けを治療の際に公言していたが、ゴドウィンがカリスを失脚させるために魔女裁判を行おうとした際に、最初の標的となったために、村を逃げ出して以後は行方は分からない。カリスの治療術の多くはマティの教えとその残したものからなっている。
タム・ハイディング
キングズブリッジの近郊を荒らす無法者。縛り首になるところを逃げ出したラルフとアランと出会い、以後は行動を共にするが、ラルフが捕まった際に逃げ出した。ペストが襲ってくるとタムの一味もペストにかかってしまった。森の聖ヨハネ修道院に助けを求めたが、ゴドウィンが分院に逃げ込んでいたところであり、締め出してしまった。タムは後にキングズブリッジでペストで死ぬが、その際にゴドウィン一行が森の聖ヨハネ修道院に逃げ出していることを告げた。
アンリ司教
キングズブリッジの新司教。面倒ごとを嫌うが、それなりに妥当な考えを持っている。ゴドウィンの逃走を知り、カリスを女子修道院長として認め、修道院と両方を監督するように命じる。クロードと男色の恋人関係にあり、それをカリスに見られてしまっている。後にモンマスの大司教へと出世する。
クロード司教座聖堂参事
アンリ司教の男色の恋人。カリスに示唆され、後任のキングズブリッジの司教になる。

### 歴史上の人物
エドワード3世
フランスへ遠征し、その騎行によりフランスを荒らした。しかしフランスとその同盟軍に追われると窮地に立たされ、フランドル方面の同盟軍との合流のために逃げる途中に捕捉された。そのために従来の戦術を捨て長弓隊の射撃を中心として防御を行うと、クレシーでフランス軍に勝利を収めた。対仏戦争のために課税を欲している。
プリンス・オブ・ウェールズ
エドワード3世の長男で後継者と目されている。後に黒太子という異名をとる。クレシーの戦いで奮戦するが負傷し、そこをラルフが助けたために、お気に入りとなり、シャーリング伯爵位をラルフに継がせる。
イザベル
エドワード3世の母。夫であるエドワード2世と不仲となり、愛人マーチ伯ロジャー・ド・モーティマーと共に国王を捕らえた。この小説では刺客を差し向けたことになっている。ただし、それはサー・トマスの奮戦で失敗したものの、エドワード2世は自身が死んだことにして逃亡した。そのことを密かに息子に告げようとした親書が秘密文書であり、それをサー・トマスが使いとしてエドワード3世の元へ向かったが果たせなかった。